# Walckenaeria abantensis
Walckenaeria abantensis este o specie de păianjeni din genul Walckenaeria, familia Linyphiidae, descrisă de Wunderlich, 1995.
Este endemică în Turcia. Conform Catalogue of Life specia Walckenaeria abantensis nu are subspecii cunoscute.